# Richard L. Varco
Richard Lynn Varco (* 14. August 1912 in Fairview, Richland County, Montana, USA; † 3. Mai 2004 bei Halfmoon Bay, British Columbia, Kanada) war ein US-amerikanischer Chirurg.
Varco studierte Medizin an der University of Minnesota und promovierte dort. Er war ab 1943 Mitglied der Fakultät und blieb dort bis zu seinem Ruhestand. 1963 führte er die erste Organtransplantation an der Universität aus. Er war auch Mitgründer der Abteilung Bioingenieurwesen und war an der Entwicklung einer frühen implantierbaren Pumpe zur Medikamenteninfusion beteiligt.
1953 führte er die weltweit erste Operation gegen Übergewicht aus, bei der ein Bypass im Darm gelegt wurde und die Nahrungsaufnahme somit reduziert wurde (ein Vorläufer der später meist üblicheren Methode der Magenverkleinerung).
Am 2. September 1952 war er an der ersten erfolgreichen Operation am offenen Herzen beteiligt mit F. John Lewis und Clarence Walton Lillehei an der University of Minnesota. Sie operierten ein fünfjähriges Mädchen, das ein Loch in der Herzscheidewand hatte (Atriumseptumdefekt). Dabei unterbanden sie die Blutzufuhr des Herzens und kühlten das Mädchen ab um den Sauerstoffverbrauch zu minimieren, was ihnen ein Zehnminuten-Fenster für die Operation verschaffte. Komplexere Operationen konnte das Team von Lillehei mit einer Cross Circulation genannten Technik ausführen, das damals die Verwendung einer damals noch nicht verfügbaren Herz-Lungen-Maschine umging. Varco war an der ersten solchen Operation 1954 ebenfalls beteiligt.
Mit Lilleihei, Morley Cohen und Herbert E. Warden erhielt er dafür 1955 den Lasker~DeBakey Clinical Medical Research Award.
Im Ruhestand zog er nach British Columbia (Halfmoon Bay).

## Schriften
- Preoperative dietary management for surgical patients; with special reference to lesions of the stomach and duodenum. in: Surgery. : Volume 19 Number 3. Published by Elsevier Inc., New York, N. Y., 1946, S. 303–378.
- zusammen mit Henry Buchwald, Richard Ben Moore: Surgical Treatment of Hyperlipidemia. American Heart Association, New York, N. Y., 1974
- zusammen mit John P. Delaney: Controversy in Surgery. Saunders, Philadelphia, Pa., 1976